# Kbelany
Kbelany (německy Wellana) jsou obec v okrese Plzeň-sever v Plzeňském kraji. Nachází se osmnáct kilometrů západně od Plzně. Žije v nich 131 obyvatel.

## Historie
První písemná zmínka o vesnici pochází z roku 1239, ves byla v té době v majetku kladrubských benediktinů.

## Přírodní poměry
Severně od vesnice se ve vzdálenosti přibližně dva kilometry uprostřed lesů nachází kopec Harabaska (502 metrů), 1,5 kilometru jižně prochází dálnice D5 z Plzně do Německa.

## Obyvatelstvo
| Rok            | 1869 | 1880 | 1890 | 1900 | 1910 | 1921 | 1930 | 1950 | 1961 | 1970 | 1980 | 1991 | 2001 | 2011 | 2021 |
| -------------- | ---- | ---- | ---- | ---- | ---- | ---- | ---- | ---- | ---- | ---- | ---- | ---- | ---- | ---- | ---- |
| Počet obyvatel | 183  | 373  | 359  | 299  | 267  | 283  | 254  | 172  | 173  | 105  | 76   | 54   | 69   | 100  | 106  |
| Počet domů     | 27   | 35   | 39   | 38   | 41   | 44   | 54   | 50   | 46   | 34   | 28   | 24   | 33   | 39   | 54   |

## Obecní správa
Mezi lety 1869–1960 Kbelany byl obcí v okrese Stříbro. V letech 1961–1980 patřily jako část obce k Rochlovu v okrese Plzeň-sever. Od 1. července 1980 do 23. listopadu 1990 patřily jako část obce k Blatnici a od 24. listopadu 1990 jsou opět samostatnou obcí.

### Obecní symboly
Znak a vlajka byly obci uděleny rozhodnutím předsedy Poslanecké sněmovny Parlamentu České republiky dne 21. září 2005.

## Pamětihodnosti
- Hraniční kámen – u lesní cesty od Rochova do Sulislavi
- Hraniční kříž – severovýchodně od obce v lese Habraska

## Galerie

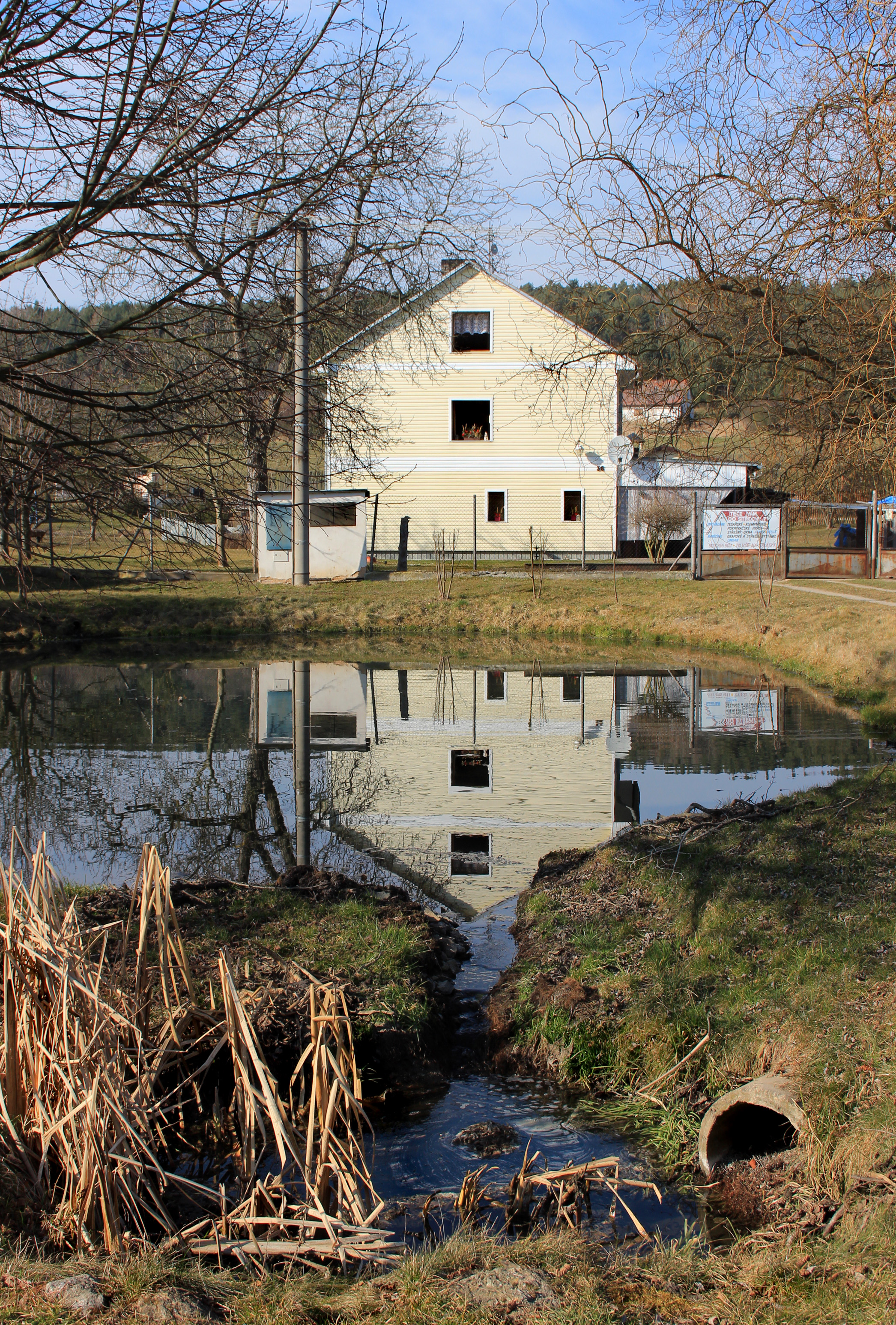
Návesní rybník
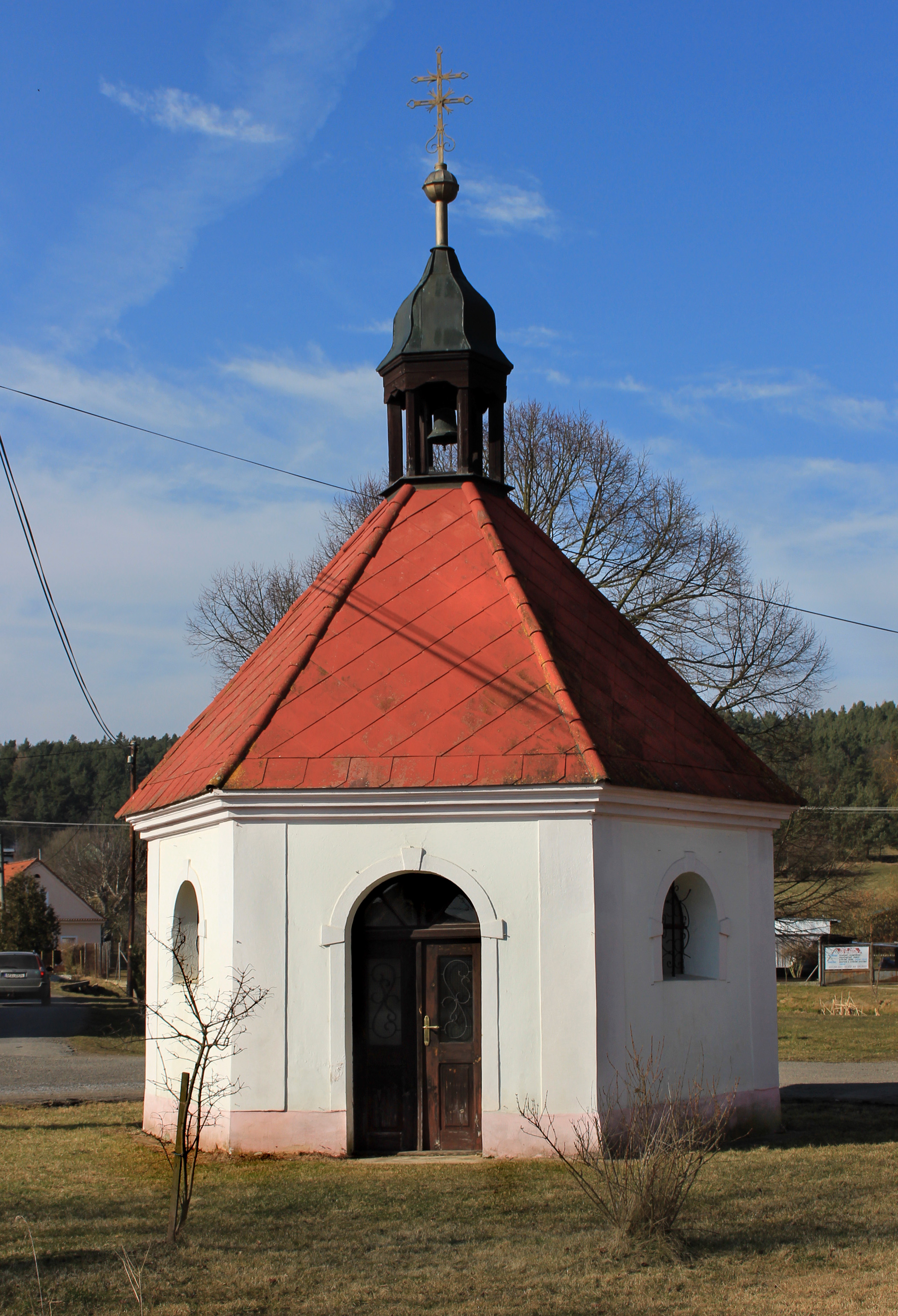
Kaple na návsi
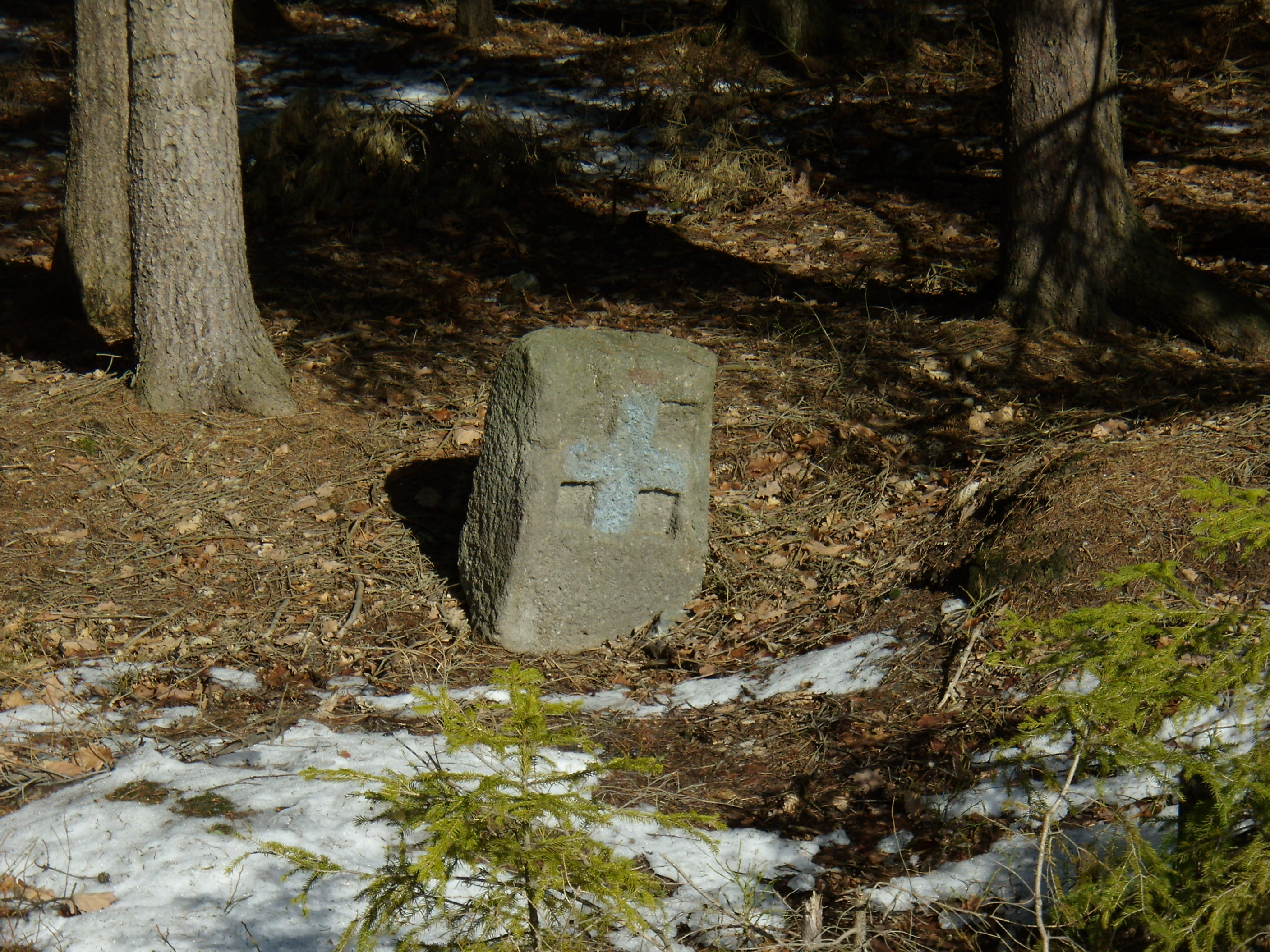
Hraniční kámen
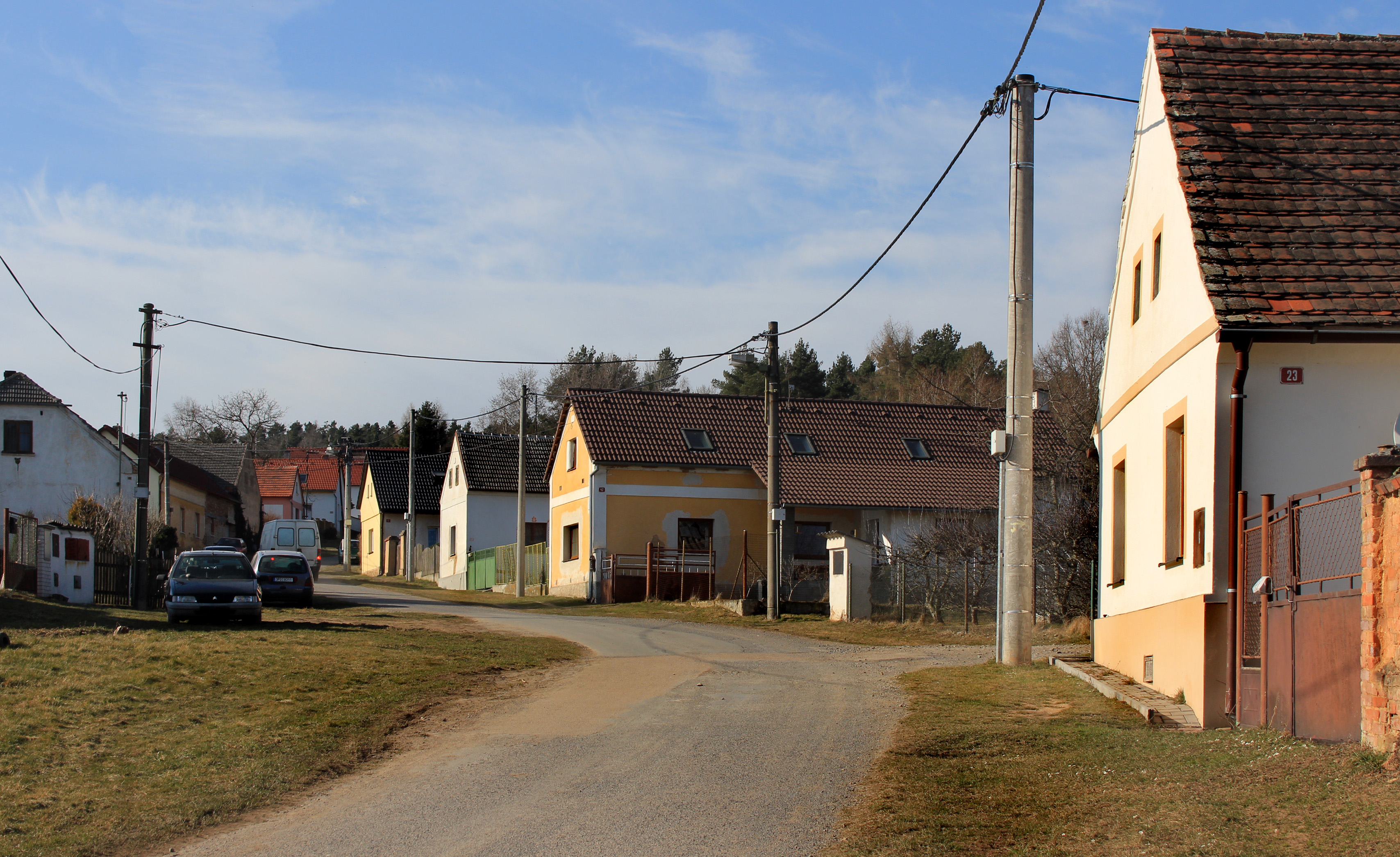
Severní část vsi